# Zaouiet Kounta
Zaouiet Kounta (in caratteri arabi: زاوية كنتة) è una città dell'Algeria, capoluogo dell'omonimo distretto, nella provincia di Adrar.